# Коломицева Олена Федорівна
Олена Федорівна Коломицева (нар. 31 серпня 1971) — українська футболістка.

## Життєпис
Футбольну кар'єру розпочала 1992 року. Виступала здебільшого за київський «Олімп-2», також провела 1 поєдинок у Вищій лізі України за столичний «Олімп-2». Наступного року перебралася до донецького «Текстильника», в якому виступала до 1997 року (з перервою в 1995 році). Дворазова чемпіонка України та триразова володарка кубку України.

## Досягнення
«Олімп» (Київ)
- Кубок Україна
  -  Володар (1): 1992

«Дончанка-Варна»
- Вища ліга України
  -  Чемпіон (2): 1994, 1996
  -  Бронзовий призер (1): 1997

- Кубок Україна
  -  Володар (2): 1994, 1996
  -  Фіналіст (1): 1997